# Teuia beckeri
Teuia beckeri là một loài nhện trong họ Pholcidae. Loài này được phát hiện ở Brasil.